# François M'Pelé
François M'Pelé (Brazzaville, 13 de julio de 1947) fue un jugador de fútbol congoleño que se desempeñó como delantero, fue 9 veces internacional con la selección de Congo. Disputó dos temporadas en el Standard Brazzaville de la República del Congo, François M'Pelé se unió al AC Ajaccio de Francia en 1968. Coronado con un título de campeón de África con el Congo en 1972, se trasladó el año siguiente al París Saint-Germain Football club. Terminó su carrera en 1982 después de una temporada en el Racing Club de Lens y una temporada en el Stade Rennais FC.
En 2006, fue seleccionado por CAF como uno de los 200 mejores jugadores de fútbol africano de los últimos 50 años.

## Biografía

### Clubes
Nacido el 13 de julio de 1947 en Brazzaville, Congo. M'Pelé, de origen humilde, no pasó por las inferiores de ningún club de fútbol de su ciudad. En 1963, de 16 años, entró en la universidad François Mouyondzi College, región metropolitana de la ciudad de Brazzaville. En la escuela secundaria, se fue a jugar a la pelota. En la liga doméstica de la escuela secundaria, se destacó jugando para "Botafogo".
Todavía en la escuela, llamó la atención del director deportivo, el Sr. Mikololo, que estaba en el cargo desde 1963 hasta 1966 y fue un gran defensor del niño. En 1966, el más destacado de los jóvenes "Botafogo" volvió a Brazzaville. Ya sondeó con anterioridad para el club de la capital, se unió a Standard, equipo que no tiene más actividades de fútbol.
En la Norma, fueron dos años de buenas actuaciones. Fue inicialmente un media-izquierda. Sin embargo, en un juego de campeonato congoleño, fue elegido para jugar de delantero de forma provisional y desde entonces no tomó otra posición en el campo. Los buenos juegos en Standard resultaron en diciembre de 1968 en un intento de AC Ajaccio-FRA, la negociación mediado por Charles Feliciagi líder congolés importante.
En enero de 1969, M'Pelé debutó en Ajaccio y se ha convertido en uno de los mayores ídolos de la historia del club, ganando el cariño de la afición y respeto por el adversario. Jugo 3 temporadas y marcó 71 goles, haciendo François el máximo goleador de la historia del equipo.
Sus grandes actuaciones convincentes en Ajaccio llamaron la atención de los líderes en París y en 1973 se trasladó a París Saint-Germain. Jugo seis años en el club y en ese periodo marco un total de 97 goles, que lo convirtieron en uno de los máximos goleadores de la historia del club parisino.
El congoleño perdió terreno con la llegada del argentino Carlos Bianchi, el dueño de un historial envidiable. Con esto, cuando terminó el contrato en 1979, François trasladó a Lens, permaneciendo hasta 1981. En el club, el delantero sufrió algún daño muscular, no realizando el mismo autor del aroma de los clubes anteriores, donde solo cosechó 16 goles en 65 partidos.
En 1981, se trasladó a Stade Rennais FC, club en el que había jugado su gran amigo y compañero leyenda africana, el marfileño Laurent Pokou. Fueron 34 partidos y 16 goles, terminando su carrera en el club en 1982.

### Selección
François M'Pelé jugó en 1972 en la Copa Africana de Naciones, celebrada en Camerún. Líder natural de su selección, fue una figura importante en ganar la Copa de África, el mayor logro de la historia del fútbol Congoleño. Al final, M'Pelé alzó el título, donde marcaría un gol en la victoria por 3 por 2 sobre Mali. También defendió la selección africana en la Copa Independencia, que se jugó en Brasil en 1972, que reunió a varios equipos en el mundo.
Con su selección llegó a disputar 29 partidos, anotando 12 goles.

## Clubes
| Club                        | País                | Año         | Partidos | Goles |
| --------------------------- | ------------------- | ----------- | -------- | ----- |
| Standard de Brazzaville     | República del Congo | 1966 - 1968 | 56       | 63    |
| AC Ajaccio                  | Francia             | 1968 - 1973 | 149      | 71    |
| Paris Saint Germain         | Francia             | 1973 - 1979 | 217      | 95    |
| RC Lens                     | Francia             | 1979 - 1981 | 65       | 16    |
| Stade Rennais Football Club | Francia             | 1981 - 1982 | 34       | 16    |